# François Duvalier
François Duvalier, supranumit „Papa Doc” (n. 14 aprilie 1907, Port-au-Prince, Haiti – d. 21 aprilie 1971, Port-au-Prince, Haiti), a fost președinte al Haiti din 1957 până în 1964, iar apoi dictator (președinte pe viață) din 1964 până la moartea sa. Regimul său a fost marcat de corupție și de folosirea milițiilor sale private: tontons macoutes.
François Duvalier este tatăl lui Jean-Claude Duvalier, zis Bébé Doc. Acesta, preluând funcția de șef al statului Haiti la moartea tatălui său, devenea cel mai tânăr șef de stat din lume, la vârsta de 19 ani.
În 1934 a primit titlul de doctor în medicină.

## Opera

Drapelul statului Haiti, creat de François Duvalier, în 1964, în uz între anii 1964-1986

- Problème des classes à travers l'histoire d'Haïti : sociologie politique (avec Lorimer Denis), Service de la Jeunesse de Port-au-Prince, 1948.
- Face au peuple et à l'histoire, Service d'Information et de Documentation de Port-au-Prince, 1961.
- Histoire diplomatique, politique étrangère : géographie politique, politique frontérale, Presses nationales d'Haïti, 1968.
- Œuvres essentielles, Presses nationales d'Haïti, 1968.
- Hommage au martyr de la non-violence, le révérend Martin Luther King, Jr., Presses nationales d'Haïti, 1968.
- Hommage au Marron inconnu, Presses nationales d'Haïti, 1969.
- Mémoires d'un leader du Tiers Monde: mes négociations avec le Saint-Siège ou Une tranche d'histoire, Hachette, 1969

## François Duvalier în literatură
Romancierul Graham Greene a descris regimul lui François Duvalier, sprijinit de milițiile personale tontons macoutes, în romanul său, apărut și în traducere românească, sub titlul Comedianții, titlul original: The comedians, 1965.

## François Duvalier personaj de film
În anul 1967, romanul lui Graham Green, Comedianții, a fost ecranizat de regizorul Peter Glanville. În rolurile principale, din filmul omonim, îi întâlnim pe actorii Richard Burton, Elizabeth Taylor, Alec Guinness și Peter Ustinov.